# 尖叶藤山柳
尖叶藤山柳（学名：Clematoclethra faberi）是猕猴桃科藤山柳属的植物，为中国的特有植物。分布在中国大陆的四川等地，生长于海拔1,500米至2,500米的地区，见于山地林缘灌丛中或沟谷边，目前尚未由人工引种栽培。
种名faberi以19世纪来中国传教、收集植物的德国植物学家花之安（Ernst Faber, 1839-1899）的名字命名。

## 异名
- Clematoclethra faberi Franch. var. emeiensis C. Y. Chang